# Bran Stark
Brandon "Bran" Stark George R. R. Martin nagysikerű A tűz és jég dala regénysorozatának, valamint annak televíziós adaptációjának, az HBO-féle  Trónok harcának egyik legfontosabb szereplője, összesen 21 fejezetben nézőpontkarakter az 1., 2., 3. és 5. könyvekben. Az Északot uraló Stark-ház gyermeke, Eddard és Catelyn második fia, egyben negyedik gyermeke. Bátyja Robb, nővérei Sansa és Arya, öccse Rickon. Rémfarkasa Nyár. A televíziós sorozatban az alakítója Isaac Hempstead-Wright.

## Karakterleírás
Bran Deresben él Észak ura, Eddard Stark fiaként, aki szeret Deres falain és tornyain mászni. Udvarias, de csendes fiú. Békében él családjával, egészen addig, míg a  Lannisterekkel háborúba nem bocsátkoznak, aminek egyik előzményeként ők a tízéves kisfiút kihajítják az ablakon, és lába használhatatlan lesz. Hamarosan úrrá lesz egy bizonyos varg-képességen, amellyel mások bőrébe tud bújni. Brannek furcsa álmai vannak, amelyekben a Falon túlra hívja őt a Háromszemű Holló (a könyvben háromszemű varjú). Elindul hát barátaival, és sok veszedelem után végre találkozik az öreggel, aki megtanítja őt a múltba és a jövőbe látni. Ezután Bran meglehetősen titokzatos személyiséggé válik, aki alig beszél. Rájön, hogy a gonosz Mások vezére, az Éjkirály őt akarja, és szívesen ajánlja fel magát csalinak, de végül megmenekül. A háború lezárultával őt választják a Hat Királyság királyának.

## Szerepe a könyvekben

### Trónok harca
A Westeroson található Hét  Észak urait, akik hűséget fogadnak neki. Bran megismerkedik Zavarosrév urának két gyermekével, Jojen és Meera Reeddel. Jojennek Branhez hasonlóan furcsa álmai vannak. Robb és Catelyn távollétében Theon Greyjoy, aki a Stark gyerekek jó barátja és Ned gyámfia volt, beveszi a vasemberekkel Derest. Egy nap azt tapasztalja, hogy Bran és Rickon eltűntek, és kétségbeesik. Végül két leölt parasztfiút hazudnak nekik. Hamarosan Ramsay Bolton, Roose Bolton hírhedt fattya elfoglalja Derest. Bran és Rickon, akik mindvégig a kriptában bújkáltak találkoznak a haldokló Luwin mesterrel, aki Oshára, a vad asszonyra bízza a gyerekeket. Osha Rickonra vigyáz, míg Bran Hodor, a termetes istállófiú, a Reedek és rémfarkasa, Nyár segítségével útra kel, hogy megtalálja az őt hívogató háromszemű varjút.

### Kardok vihara
Bran csapatával eléri Éjvárat. Itt találkoznak a kútból kilépő Samwell Tarlyval, Havas Jon barátjával és szerelmével, Szegfűvel, akik segítenek nekik átmászni a Falon. Itt a rejtélyes Hidegkézzel folytatják a háromszemű varjúhoz vezető útjukat.

### Varjak lakomája
Bran nem szerepel a negyedik könyvben, mert az ő szálával már túl hosszúnak bizonyult volna a kötet.

### Sárkányok tánca
Cudar körülmények között folytatják Branék útjukat Hidegkéz vezetésével. A hideg ellen Bran gyakran belebújik Nyár bőrébe. Nemsokára elérik a háromszemű varjú barlangját, de ekkor rajtuk ütnek a Mások. Bran Hodor testében küzd az élőholtak ellen. A csata hevében elájul, majd a barlangban ébred fel, s végre találkozik az inkább fára, mint madárral vagy emberre hasonlító lénnyel, de a megmaradt Erdő Gyermekeivel is. A varjú megtanítja a múltba és a jövőbe látni. Meglátogatja apját a deresi Istenerdőben, de ő nem hallja a fiút. Az öreg elmondja, hogy varsafák segítségével tud a múltba utazni. Bran talál egy barlangot Hodor testében, majd rádöbben, hogy lehet, kapcsolatot létesített Theonnal, amikor menekültek Deresből, s a varsafáknál volt.

## Szerepe a Trónok harcában

### Első évad
Bran Stark, amikor a Lannisterek Deresbe látogatnak, meglátja a fivérével, Jaime-vel szeretkező királynét, Cerseit. A férfi ezért kidobja az ablakon. A merénylet után elveszti lába épségét, és nem emlékszik semmire. Miközben anyja, Catelyn ápolja, életére tör egy bérgyilkos. Catelyn Tyriont vádolja meg Kisujj sugalmazására.

### Második évad
Robb Stark apja halálát akarja megbosszulni. Theon Greyjoyt, Ned gyámfiát az apjához, Balonhoz küldi segítségért. Brannek eközben furcsa álmai vannak. A vasemberek királyának más tervei vannak, mint fiának, így Robb az ellensége. Theon végül maga veszi be Derest. Hamarosan saját emberei elárulják a fiút. A felégett vár romjaiból Osha és Hodor kicsempészi Brant és öccsét, Rickont, majd elindulnak a Falra.

### Harmadik évad
Útközben találkoznak egy testvérpárral, Jojen és Meera Reeddel. A fiúnak is hasonló álmai vannak, mint Brannek.
Együtt keresik tovább a Háromszemű Hollót. Rájönnek, hogy a Falon túlra kell menniük. Jojen egy alkalommal Havas Jont látja álmában. Nézeteltérés támad köztük. Egy vihar alkalmával Brannek sikerül belépnie Hodor elméjébe, hogy lecsillapítsa a megrettent embert. A Falnál Bran megmenti Havas Jont varg-képességével a vadaktól, majd Samwell Tarly segítségével átmásznak a Falon.

### Negyedik évad
A Háromszemű Holló még mindig hívogatja a társaságot magához. Menet közben Havas Jon áruló testvérei az Éjjeli Őrségből foglyul ejtik Brant. Ramsay Bolton fejvadásza, Locke meg akarja ölni őt, de a fiú Hodor bőrébe bújva megöli, s folytatják útjukat. Hamarosan Mások támadnak rájuk, és megölik Jojent. Az Erdő Gyermekeinek egyike behívja a többieket a Háromszemű Holló barlangjába.

### Ötödik évad
Bran szála nem folytatódik az ötödik évadban.

## Érdekesség
A  Trónok harca hetedik évada leforgása után megjelent egy teória, miszerint Bran maga az Éjkirály. Számtalan weboldal foglalkozott ezzel a témával, de végül semmi ilyesmi nem derült ki a nyolcadik, befejező évadból.